# El Guásimo (Colón)
El Guásimo es un corregimiento del distrito de Donoso en la provincia de Colón, República de Panamá. La localidad tiene 2.843 habitantes (2010).